# Mimopodabrus
Mimopodabrus es un género de coleóptero de la familia Cantharidae.

## Especies
Las especies de este género son:
- Mimopodabrus bicoloripes
- Mimopodabrus cochleata
- Mimopodabrus eduardi
- Mimopodabrus jendeki
- Mimopodabrus lijiangensis
- Mimopodabrus obscurior
- Mimopodabrus oudai
- Mimopodabrus rectiangulatus
- Mimopodabrus reductus
- Mimopodabrus satoi
- Mimopodabrus sebongensis
- Mimopodabrus sebongensis
- Mimopodabrus singularis
- Mimopodabrus yunnana